# Daubenya
Die Daubenya sind eine Pflanzengattung innerhalb der Familie Spargelgewächse (Asparagaceae). Die etwa acht Arten kommen nur in Südafrika vor, sieben davon nur in den beiden Provinzen Nordkap sowie Westkap, und werden dort Pincushion Lily (Englisch) genannt.

## Beschreibung und Synökologie

### Erscheinungsbild und Blätter
Daubenya-Arten wachsen als ausdauernde krautige Pflanzen. Diese Geophyten bilden unterirdische, fast kugelige Zwiebeln als Überdauerungsorgane aus, deren Ummantelung („Tunika“) außen dünn ledrig und bräunlich ist. Die dicken Wurzeln sind verzweigt.
Nur während der Regenzeit sind Laubblätter vorhanden. Es sind nur zwei grundständige, niederliegende Laubblätter gleichzeitig mit den Blüten vorhanden. Die einfachen, kahlen, glänzenden, ledrigen Blattspreiten sind relativ breit und länglich bis breit elliptisch. Es liegt Paralleladerung vor und die Blattadern sind eingesenkt.

### Blütenstände, Blüten und Bestäubung
Endständig auf relativ kurzen, aufrechten Blütenstandsschäften und damit nahe den grundständigen Laubblättern stehen kompakte, schirmtraubige oder selten, durch Streckung der Blütenstandsachse, traubige Blütenstände, die viele Blüten enthalten. Es sind im unteren Bereich große und oben kleine, grüne oder häutige Tragblätter vorhanden. Deckblätter fehlen. Die fast aufrechten Blütenstiele sind kurz bis, besonders die unteren, mehr oder weniger lang.
Von zwittrigen, dreizähligen sowie oft duftenden Blüten sind manchmal die unteren mehr oder weniger deutlich zygomorph und die meisten aber radiärsymmetrisch. Die sechs gleichgeformten oder mehr oder weniger deutlich ungleichen Blütenhüllblätter sind mittel bis sehr lang röhrig-stieltellerförmig verwachsen. Der freie Teil der Blütenhüllblätter ist fast aufrecht, länglich-lanzettlich. In den extremsten Fällen von zygomorphen Blüten sind oberen Blütenhüllblätter stark vergrößert und verkehrt-lanzettlich. Die Farben der Blütenhüllblätter sind weiß bis rosafarben oder von gelb über orangefarben bis leuchtend rot. Es sind zwei Kreise mit je drei Staubblättern vorhanden. Die am Schlund der Blütenhüllblattröhre inserierten, mehr oder weniger aufrechten Staubfäden sind kräftig und frei oder zu einer mehr oder weniger langen Staminalröhre verwachsen. Selten ist der Schlund der stielrunden Staminalröhre durch einen verdickten Diskus verschlossen und der Griffel ragt hindurch. Die drei Fruchtblätter sind zu einem eiförmigen oder verkehrt-dreikantigen, oberständigen Fruchtknoten verwachsen. Je Fruchtknotenkammer sind einige Samenanlagen vorhanden. Der dünne, stielrunde Griffel ist viel länger als der Fruchtknoten und endet in einer winzigen Narbe.
Die Bestäubung ist je nach Art sehr unterschiedlich mit sehr unterschiedlichen morphologischen Anpassungen der Blüten. Bei gut duftenden Blüten werden Honigbienen und Schmetterlinge als Bestäuber angelockt. Bei zwei Arten duften die Blüten nicht. Daubenya zeyeri lockt mit reichlich Nektar Nektarvögel (Nectariniidae) zur Bestäubung an. Daubenya aurea wird von Käfern (aus der Unterfamilie Hopliinae, Scarabaeidae) besucht; bei ihren „Blumen“ sind an den unteren zygomorphen Blüten die äußeren Blütenhüllblätter vergrößert (Cantharophilie).

### Früchte, Samen und Diasporenausbreitung
Die eiförmigen oder verkehrt-dreikantigen und dann dreiflügeligen, pergamentartigen Kapselfrüchte enthalten in jedem Fruchtfach einige Samen. Meist öffnen sich die Kapselfrüchte bei Reife, aber selten wenn der Griffel als Schnabel erhalten bleibt öffnen sie sich erst spät. Die fast kugeligen Samen besitzen eine schwarze, glatte oder fein runzelige, eng anliegende Samenschale (Testa).
Da bei den meisten Arten die Früchte sich in Bodennähe befinden erfolgt keine weite Ausbreitung. Anders ist das bei Daubenya capensis bei ihr verlängert sich der Blütenstandsschaft und die Blütenstiele bis zur Fruchtreife, exponieren den ballonartigen Fruchtstand mit den geflügelten Kapselfrüchten und segelartigen Tragblättern über dem Grund und die Samen werden durch den Wind weit ausgebreitet.

### Chromosomenzahlen
Die Chromosomengrundzahlen betragen x = 17 oder 16.

## Verbreitung und Gefährdung
Die Gattung Daubenya kommt fast nur in den beiden südafrikanischen Provinzen Nordkap und Westkap vor. Nur Daubenya comata hat auch Vorkommen in Free State und Nordwest. Sechs Arten sind Florenelemente der Capensis. Bis auf Daubenya comata besitzen die Daubenya-Arten relativ kleine Verbreitungsgebiete. Daubenya-Arten gedeihen fast nur in Winterregengebieten.
Alle Daubenya-Arten sind in der roten Liste der gefährdeten Arten Südafrikas gelistet. Als „Endangered“ = „stark gefährdet“ gilt Daubenya aurea. „Vulnerable“ = „gefährdet“ sind Daubenya stylosa Daubenya zeyheri. Daubenya capensis wird als „Near Threatened“ = „gering gefährdet“ bewertet. Den Status „Least Concern“ = „nicht gefährdet“ haben Daubenya comata und Daubenya marginata. Daubenya alba und Daubenya namaquensis sind selten, aber nicht gefährdet.

## Systematik
Die Gattung Daubenya wurde 1835 durch John Lindley in Edwards's Botanical Register, 21, pl. 1813 aufgestellt. Der Gattungsname Daubenya ehrt den englischen Naturwissenschaftler Charles Giles Bridle Daubeny (1795–1867). Typusart ist Daubenya aurea Lindl. Synonyme für Daubenya Lindl. sind: Amphisiphon W.F.Barker, Androsiphon Schltr., Neobakeria Schltr.
Die Gattung Daubenya wurde mit nur einer Art aufgestellt und lange Zeit blieb sie monotypisch. In Alison M. van der Merwe & John C. Manning in Strelitzia, Volume 9, 2000, S. 713 wurden die monotypischen Gattungen Androsiphon und Amphisiphon in Daubenya eingegliedert. Die letzte Revision der Gattung Daubenya erfolgte in John C. Manning & Alison M. van der Merwe: Systematics of the genus Daubenya (Hyacinthaceae: Massonieae), In Bothalia, Volume 32, Nummer 2, 2002, S. 133–150; dabei wurden Arten aus der Gattung Massonia zu Daubenya gestellt.
Die Gattung Daubenya gehört zur Subtribus Massoniinae aus der Tribus Hyacintheae in der Unterfamilie der Scilloideae innerhalb der Familie Asparagaceae. Sie wurde früher in die Familien Hyacinthaceae oder Liliaceae eingeordnet.

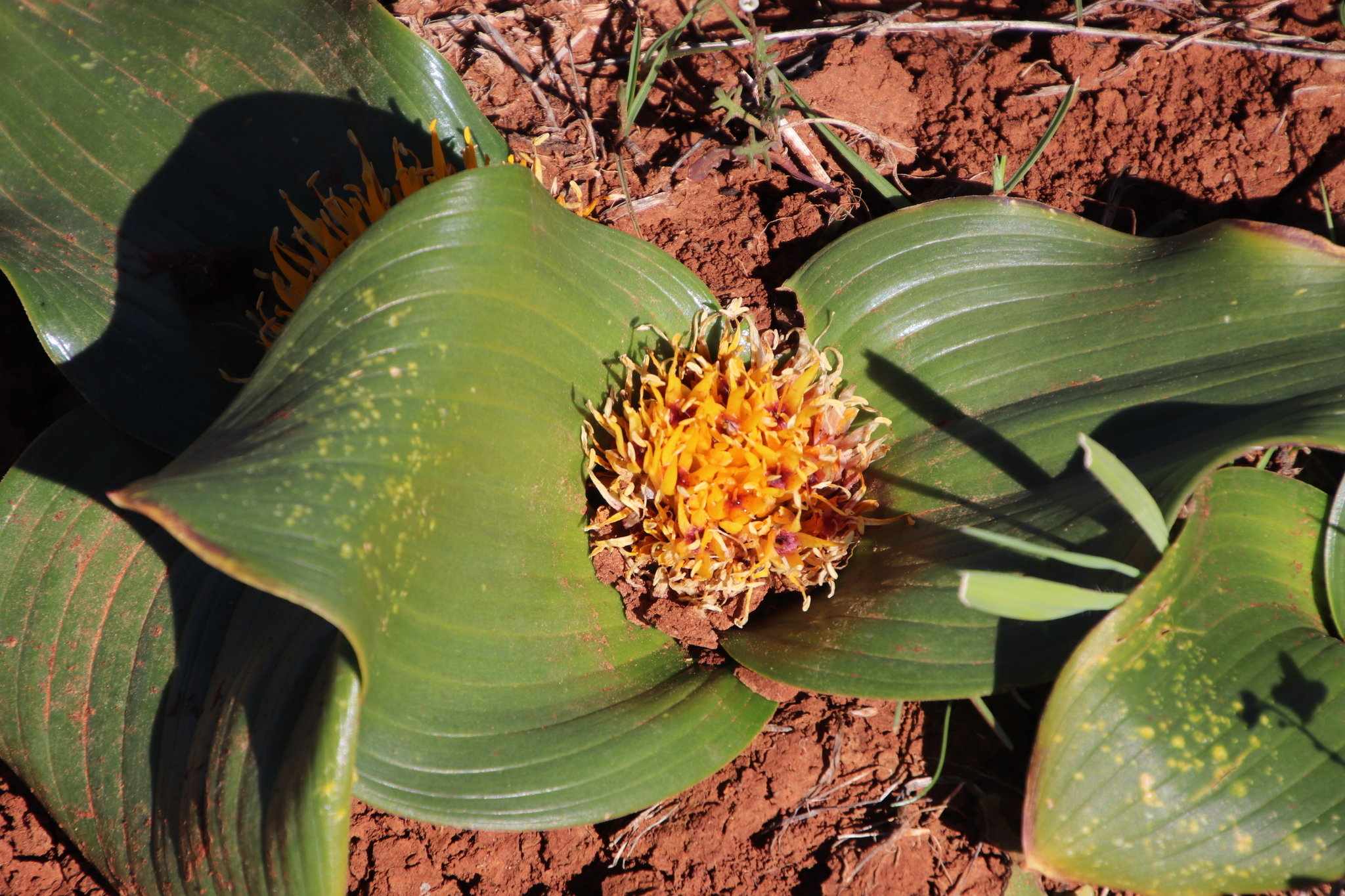
Daubenya capensis

Es gibt etwa acht Daubenya-Arten, hier mit Vorkommen und Gefährdung:
- Daubenya alba A.M.van der Merwe: Diese seltene, aber nicht gefährdete Art wurde 2002 erstbeschrieben. Das Verbreitungsgebiet dieses Habitatspezialisten ist klein. Sie kommt nur auf der Roggeveld-Schichtstufe zwischen Calvinia und Middelpos in der Provinz Nordkap vor. Sie gedeiht in der Sukkulenten-Karoo auf saisonal wassergesättigten, tonigen Böden über Dolerit auf flachen Hügeln oder am Fuß von felsigen Dolerit-Aufschlüssen.[3]
- Daubenya aurea Lindl. (Syn.: Massonia aurea (Lindl.) G.Don, Hort. Brit., Massonia lutea Lindl., Daubenya fulva Lindl., Daubenya coccinea Harv. ex Baker, Daubenya aurea var. coccinea (Harv. ex Baker) Marloth): Sie kommt nur auf der Roggeveld-Schichtstufe zwischen Sutherland and Middelpos in der Provinz Nordkap vor. Sie gedeiht im Fynbos und in der Sukkulenten-Karoo in ariden Buschland, in saisonal feuchten Standorten, auf roten Lehmebenen entlang der Basis von Dolerit-Höhenrücken. Durch Ausweitung von Ackerbau und Überweidung sind die sehr kleinen Habitate aktuell bedroht. Sie gilt als „Endangered“ = „stark gefährdet“, obwohl sie an einigen Standorten noch häufig ist.[3]
- Daubenya capensis (Schltr.) A.M.van der Merwe & J.C.Manning (Syn.: Androsiphon capensis Schltr.): Dieser Endemit ist nur von acht Standorten bekannt in der Bokkeveld-Schichtstufe und Western-Karoo in der Provinz Nordkap. Das Verbreitungsgebiet dieses Habitatspezialisten ist klein. Er gedeiht im Fynbos und in der Sukkulenten-Karoo auf saisonal feuchten Standorten auf tonigen Böden über Dolerit. In den 1950er Jahren wurden 13 % seines Habitates in Weizenäcker umgebrochen. Auf den Standorten findet intensive Beweidung statt, aber diese Art ist gegenüber Beweidung nicht sensitiv. Sie gilt als „Near Threatened“ = „gering gefährdet“, denn die Bestände sind stabil.[3]
- Daubenya comata (Burch. ex Baker) J.C.Manning & A.M.van der Merwe (Syn.: Massonia comata Burch. ex Baker, Polyxena comata (Burch. ex Baker) Baker, Neobakeria comata (Burch. ex Baker) Schltr.): Es ist die weitverbreitetste Daubenya-Art und kommt in den Provinzen Ostkap, Westkap, Free State und in Nordwest vor. Sie gedeiht in der Nama-Karoo, Grasländern und Savannen in saisonal wassergesättigten, lehmigen oder tonigen Böden. Ihre Bestände nehmen nicht ab und sie gilt als „Least Concern“ = „nicht gefährdet“.[3]
- Daubenya marginata (Willd. ex Kunth) J.C.Manning & A.M.van der Merwe (Syn.: Massonia marginata Willd. ex Kunth, Polyxena marginata (Willd. ex Kunth) Baker, Neobakeria marginata (Willd. ex Kunth) Schltr., Massonia rugulosa Licht. ex Kunth, Polyxena haemanthoides Baker, Polyxena rugulosa (Licht. ex Kunth) Baker, Neobakeria haemanthoides (Baker) Schltr., Neobakeria rugulosa (Licht. ex Kunth) Schltr.): Sie ist relativ weit verbreitet in den Provinzen Nordkap und Westkap auf der Roggeveld-Schichtstufe und westlichen Karoo zwischen Calvinia, Sutherland, Fraserburg sowie Loxton und besitzt isolierte Populationen auf der Bokkeveld-Schichtstufe und Knersvlakte. Diese Art gedeiht in der Sukkulenten-Karoo auf saisonal feuchten Senken in schluffigen oder sandigen Lehm. Sie wird als „Least Concern“ = „nicht gefährdet“ bewertet.[3]
- Daubenya namaquensis (Schltr.) J.C.Manning & Goldblatt (Syn.: Neobakeria namaquensis Schltr., Polyxena namaquensis (Schltr.) K.Krause): Es ist eine seltene, aber nicht gefährdete Art von der es nur kleine Kolonien gibt, deren Bestände auf den kleinen Flächen aber stabil sind. Dieser Endemit ist ein Habitatspezialist des Namaqualandes. Er gedeiht in der Nama-Karoo in tiefen roten Sand entlang von Abflussrinnen, in semiariden Ebenen östlich von Okiep und Springbok in der Provinz Nordkap.[3]
- Daubenya stylosa (W.H.Baker) A.M.van der Merwe & J.C.Manning (Syn.: Amphisiphon stylosus W.H.Baker): Dieser Endemit ist nur von drei Standorten bekannt in der Bokkeveld-Schichtstufe im Nordkap. Er gedeiht im Fynbos und in der Sukkulenten-Karoo an tiefliegenden Abflussrinnen auf tonigen Böden über Dolerit. Er wird als „Vulnerable“ = „gefährdet“ bewertet und die Bestände gelten als stabil. Die Gefährdung erfolgt durch Ackerbau und Beweidung; etwa 17 % der ursprünglich schon sehr kleinen Fläche sind bereits verloren gegangen.[3]
- Daubenya zeyheri (Kunth) J.C.Manning & A.M.van der Merwe (Syn.: Massonia zeyheri Kunth, Massonia lanceolata Zeyh. ex Kunth nom. illeg., Massonia burchellii Baker, Massonia pedunculata Baker, Polyxena burchellii (Baker) Baker, Neobakeria burchellii (Baker) Schltr.): Dieser Endemit ist nur von zehn Standorten in einem sehr kleinen Gebiet zwischen Paternoster und Langebaan in der Provinz Westkap bekannt. Er gedeiht im Fynbos meist im Küsten-Granit-Geröll und manchmal auf angrenzenden Sandflächen und Ortstein. Die Populationen sind klein, wobei die größten 500 und 1000 ausgewachsene Exemplare enthalten. Insgesamt gibt es wohl nur 6500 Exemplare in der Natur. Durch Küstenentwicklung erfolgt ein beständiger Habitatverlust. Er gilt als „Vulnerable“ = „gefährdet“ und die Bestände nehmen ab.[3]